# Your Friend the Rat
Your friend the Rat (Tu amigo la rata en Hispanoamérica; Tu amiga la rata en España) es el primer cortometraje de Pixar, basada en la historia de la película Ratatouille (2007). Con 11 minutos, también es el más largo de Pixar hasta la fecha. Junto con la animación 2D, el corto también se incluye la animación stop-motion, imágenes generadas por ordenador (CGI) y la acción en vivo, al igual que programa de televisión de los niños. Al igual que el largometraje en el que se basa, Your Friend the Rat también cuenta con una secuencia musical.
El corto toma la forma de una película educativa y las estrellas de Remy y Emile, dos ratas marrones que abogan por la reconciliación de los seres humanos y ratas. Utilizan los hechos históricos presentados a diferentes estilos de animación, así como sin sentido sesgado.
Your Friend the Rat fue lanzada en DVD y Blu-Ray con Ratatouille el 6 de noviembre de 2007, y ganó la categoría de Mejor cortometraje de animación en la 35.ª ceremonia de los premios Annie.

## Argumento
Se inicia en un corto de animación en tres dimensiones con Remy y Emile de presentarse a la audiencia y hablando en nombre de las ratas oprimidos en todas partes. Emile empieza con el ceño fruncido por tener que hablar, mientras que Remy saca un libro y una animación de dos dimensiones se inicia mediante la presentación de la relación entre un humano y una rata en contraste con el hombre del perro y las relaciones humanas-gato. Remy señala que los seres humanos considerados ratas en otros tiempos como algo sagrado y traer suerte. Él pasa a discutir Negro ratas (Rattus rattus) y su conexión con la peste negra, señalando que fue causada por las pulgas, no las ratas, lo que resulta en la muerte de un tercio de la población europea.
Remy presenta además la rata Brown (Rattus norvegicus, las cuales en el corto dicen que son de esa especie el y su hermano) de la historia, la mención de su parte para poner fin a la peste negra, su posición de honor en el zodiaco chino y su carácter sagrado en la India por ser el vehículo de transporte del dios Ganesh. La relación simbiótica entre las ratas y los seres humanos se introduce antes de la segunda aparición de Remy y Emile en animación 3D. Emile saca un libro de la cara y se presenta a través de animación 2D de los beneficios de las ratas para el ser humano. Gracias a su uso para las pruebas de laboratorio y como mascotas, las ratas pueden tener una buena relación con los seres humanos. Al concluir la presentación de Emilio y Remy cantar una canción sobre la relación entre las ratas y los seres humanos. Al final de la película, una larga y dilatada (sobre todo satírica) renuncia de responsabilidad se muestra pidiendo a los niños a mantenerse alejados de las ratas, mientras que Remy y Emile de pie delante de él y tratar de eliminar, instando al público a pasar por alto la advertencia y la queja sobre la libertad de expresión y la falta de alimentos, respectivamente.

## Producción
La idea de un corto en 2D fue iniciada por Jim Capobianco después de que Brad Lewis envió un mensaje de correo electrónico solicitando extras para el DVD. Capobianco idea de una película educativa que reúne a toda la información recopilada sobre las ratas de una manera divertida para el público. La producción del corto comenzó durante el último año del tiempo de producción Ratatouille y se terminó en menos de un año.
La animación es una mezcla de CGI y animación 2D. Emilio y Remy aparecen en CGI, mientras que su presentación es en 2D, que abarca la mayor parte de la película corta. La animación 2D en la mayoría de escenas se hace a través de la animación tradicional en papel con base de tinta digital y la pintura, mientras que algunas escenas como la de Canadá frente a las ratas de videojuegos se hicieron en Toon Boom. También hay un fragmento de la película de acción en vivo, un clip que muestra una pulga de la rata oriental.
Durante la producción de un libro llamado El amigo de la Rata: Un Pequeño Libro de Oro, que incluye la música y la letra de la canción "Plan B", fue creado por Jim Capobianco.